# 世界はグー・チョキ・パー
「世界はグー・チョキ・パー」（せかいはグー・チョキ・パー）は、武田鉄矢一座のシングル。
「武田鉄矢一座」は、当時『武田鉄矢商店』に所属し、舞台を中心に活動していた大川明子、関野リサ、山木正義を加えたユニット。

## 概要
本作は映画ドラえもん15作目の『ドラえもん のび太と夢幻三剣士』の主題歌として起用され、表題曲の「世界はグー・チョキ・パー」はエンディングテーマ、カップリング曲の「夢の人」は挿入歌とイメージソングに使用されている。
1995年3月1日にリリースされたアルバム『ドラえもん映画主題歌集』に収録されている。

## 収録曲
- 全作詞：武田鉄矢、作曲：深野義和、編曲：山中紀昌

1. 世界はグー・チョキ・パー
2. 夢の人
3. 世界はグー・チョキ・パー (カラオケ)
4. 夢の人 (カラオケ)